# Marathon van Fukuoka 1953
De marathon van Fukuoka 1953 werd gelopen op zondag 6 december 1953. Het was de 7e editie van de marathon van Fukuoka. De wedstrijd werd niet in de Japanse stad Fukuoka gehouden, maar in de bijna 800 km verder gelegen stad Nagoya. Alleen mannelijke elitelopers mochten deelnemen aan deze wedstrijd.
De Japanner Hideo Hamamura kwam als eerste over de streep in 2:27.26. Hij bleef hiermee zijn landgenoot Kurao Hiroshima een ruime halve minuut voor.

## Uitslagen
| rang   | naam                 | land | tijd    |
| ------ | -------------------- | ---- | ------- |
| Goud   | Hideo Hamamura       | JPN  | 2:27.26 |
| Zilver | Kurao Hiroshima      | JPN  | 2:28.07 |
| Brons  | Nobuyoshi Sadanaga   | JPN  | 2:28.44 |
| 4      | Katsuo Nishida       | JPN  | 2:29.40 |
| 5      | Masaru Muraki        | JPN  | 2:31.36 |
| 6      | Yoshihatsu Takahashi | JPN  | 2:31.37 |
| 7      | Noriyo Ono           | JPN  | 2:32.33 |
| 8      | Masayuki Tsuruta     | JPN  | 2:33.36 |
| 9      | Kenkichi Shikauchi   | JPN  | 2:36.35 |
| 10     | Torao Yamamoto       | JPN  | 2:37.06 |

1947 ·
1948 ·
1949 ·
1950 ·
1951 ·
1952 ·
1953 ·
1954 ·
1955 ·
1956 ·
1957 ·
1958 ·
1959 ·
1960 ·
1961 ·
1962 ·
1963 ·
1964 ·
1965 ·
1966 ·
1967 ·
1968 ·
1969 ·
1970 ·
1971 ·
1972 ·
1973 ·
1974 ·
1975 ·
1976 ·
1977 ·
1978 ·
1979 ·
1980 ·
1981 ·
1982 ·
1983 ·
1984 ·
1985 ·
1986 ·
1987 ·
1988 ·
1989 ·
1990 ·
1991 ·
1992 ·
1993 ·
1994 ·
1995 ·
1996 ·
1997 ·
1998 ·
1999 ·
2000 ·
2001 ·
2002 ·
2003 ·
2004 ·
2005 ·
2006 ·
2007 ·
2008 ·
2009 ·
2010 ·
2011 ·
2012 ·
2013 ·
2014 ·
2015 ·
2016 ·
2017